# Sclerophrys tihamica
Sclerophrys tihamica е вид жаба от семейство Крастави жаби (Bufonidae). Видът не е застрашен от изчезване.

## Разпространение
Разпространен е в Йемен и Саудитска Арабия.

## Описание
Популацията на вида е стабилна.